# Plateaux (Kongo)
| Plateaux            | Plateaux                          |
| ------------------- | --------------------------------- |
| Plateaux            |                                   |
| Basisdaten          |                                   |
| Hauptstadt:         | Djambala                          |
| Fläche:             | 38.400 km²                        |
| Einwohner:          | 142.360 (Berechnung, 2005)        |
| Bevölkerungsdichte: | 3,71 Einw./km² (Berechnung, 2005) |
| ISO 3166-2:         | CG-14                             |

Plateaux ist ein Departement der Republik Kongo mit der Hauptstadt Djambala.

## Geografie
Das Departement liegt in der Mitte des Landes und grenzt im Norden an das Departement Cuvette, im Osten an die Demokratische Republik Kongo, im Süden an das Departement Pool, im Südwesten an das Departement Lékoumou und im Westen an Gabun.  Die nördliche Grenze, zu dem Departement Plateaux, wird dabei durch den Fluss Alima und seinem Quellfluss Dziélé beschrieben, die sie mehrfach kreuzen. Die südliche, zu dem Departement Pool, bildet der Fluss Léfini.